# Lista de rios da Nova Zelândia
Lista dos rios da Nova Zelândia. Em certos casos, vários rios têm o mesmo nome; a indicação "(#)" permite conhecer qual o número de rios com o mesmo nome.

## A
- Rio Aan
- Rio Acheron (Marlborough)
- Rio Acheron (Canterbury)
- Rio Ada
- Rio Adams
- Rio Ahaura
- Rio Ahuriri
- Rio Ahuroa
- Rio Akatarawa
- Rio Akitio
- Rio Alexander
- Rio Alfred
- Rio Allen
- Rio Alma
- Rio Alph (Ross Dependency)
- Rio Anatoki
- Rio Anatori
- Rio Anaweka
- Rio Anne
- Rio Anti Crow
- Rio Aongatete
- Rio Aorangiwai
- Rio Aorere
- Rio Aparima
- Rio Arahura
- Rio Arapaoa
- Rio Araparera
- Rio Arawhata
- Rio Arnold
- Rio Arnst
- Rio Aropaoanui
- Rio Arrow
- Rio Arthur
- Rio Ashburton
- Rio Ashley
- Rio Avoca
- Rio Avon (Canterbury)
- Rio Avon (Marlborough)
- Rio Awakari
- Rio Awakino
- Rio Awanui
- Rio Awarau
- Rio Awaroa
- Rio Awarua
- Rio Awatere
- Rio Awhea

## B
- Rio Balfour
- Rio Barlow
- Rio Barn
- Rio Barrier
- Rio Baton
- Rio Bealey
- Rio Beaumont
- Rio Beautiful
- Rio Bettne
- Rio Big Hohonu
- Rio Big (Southland)
- Rio Big (Tasmânia)
- Rio Big (Costa Oeste)
- Rio Big Wainihinihi
- Rio Blackwater
- Rio Blairich
- Rio Blind (Otuwhero)
- Rio Blind
- Rio Blue Duck
- Rio Blue Grey
- Rio Bluer
- Rio Bluff
- Rio Blythe
- Rio Bonar
- Rio Boulder
- Rio Bowen
- Rio Boyle
- Rio Branch
- Rio Broken
- Rio Brown Grey
- Rio Brown
- Rio Buller
- Rio Burke
- Rio Butler

## C
- Rio Callery
- Rio Cam
- Rio Camelot
- Rio Cameron
- Rio Cape
- Rio Caples
- Rio Cardrona
- Rio Careys Creek
- Rio Carrick
- Rio Cascade
- Rio Cass
- Rio Castaly
- Rio Castle
- Rio Catlins
- Rio Cavendish
- Rio Charwell
- Rio Chatterton
- Rio Christopher
- Rio Clarence
- Rio Clark
- Rio Clarke
- Rio Clearwater
- Rio Cleddau
- Rio Clinton
- Rio Clive
- Rio Clutha
- Rio Clyde
- Rio Coal
- Rio Cobb
- Rio Collins
- Rio Conway
- Rio Cook
- Rio Copland
- Rio Cox
- Rio Crooked
- Rio Cropp
- Rio Crow
- Rio Crow
- Rio Cust

## D
- Rio D'Urville
- Rio Dane
- rio Dark
- Rio Dart (Tasmânia)
- Rio Dart (Otago)
- Rio Deception
- Rio Deepdale
- Rio Devil
- Rio Dickson
- Rio Dillon
- Rio Dobson
- Rio Donald (Hawke's Bay)
- Rio Donald (West Coast)
- Rio Donne
- Rio Doon
- Rio Doubtful
- Rio Doubtless
- Rio Douglas
- Rio Dove
- Rio Drake
- Rio Dry Awarua
- Rio Dry
- Rio Duncan

## E
- Rio Earnscleugh
- Rio Eastern Hohonu
- Rio Eastern Hutt
- Rio Eastern Waiotauru (Snowy)
- Rio Edison
- Rio Edith
- Rio Edwards
- Rio Eglinton
- Rio Electric
- Rio Elizabeth
- Rio Ellis
- Rio Empson
- Rio Esk (Hawke's Bay)
- Rio Esk (Canterbury)
- Rio Evans
- Rio Eyre

## F
- Rio Fairhall
- Rio Falls
- Rio Fish
- Rio Flaxbourne
- Rio Fleming
- Rio Forbes
- Rio Forgotten
- Rio Fork
- Rio Four Mile
- Rio Fox (Buller)
- Rio Fox (Westland)
- Rio Frances
- Rio Freshwater
- Rio Fyfe

## G
- Rio Garry
- Rio Gelt
- Rio George
- Rio Glaisnock
- Rio Glencoe
- Rio Glenrae
- Rio Glenroy
- Rio Glentui
- Rio Gloster
- Rio Godley
- Rio Goldney
- Rio Gorge
- Rio Goulter
- Rio Gowan
- Rio Graham
- Rio Grantham
- Rio Gray
- Rio Grays
- Rio Grebe
- Rio Greenstone
- Rio Greta
- Rio Grey
- Rio Guide
- Rio Gulliver
- Rio Gunn
- Rio Gunner

## H
- Rio Haast
- Rio Hacket
- Rio Hae Hae Te Moana
- Rio Hakaru
- Rio Hakataramea
- Rio Hall
- Rio Halswell
- Rio Hamilton
- Rio Hangaroa
- Rio Hanmer
- Rio Haparapara
- Rio Hapuawai
- Rio Hapuka
- Rio Hapuku
- Rio Harman
- Rio Harper
- Rio Harrison
- Rio Hatea
- Rio Haumi
- Rio Haupiri
- Rio Hautapu
- Rio Havelock
- Rio Hawai
- Rio Hawdon
- Rio Hawea
- Rio Hawkins
- Rio Hay
- Rio Heaphy
- Rio Heathcote
- Rio Hector
- Rio Hemphill
- Rio Henry
- Rio Herekino
- Rio Heron
- Rio Hewson
- Rio Hikurangi
- Rio Hikurua
- Rio Hikutaia
- Rio Hikuwai
- Rio Hinatua
- Rio Hinds
- Rio Hinemaiaia
- Rio Hodder
- Rio Hokitika
- Rio Hook
- Rio Hooker
- Rio Hookhamsnyvy
- Rio Hope
- Rio Hopkins
- Rio Horahora
- Rio Horomanga
- Rio Hororata
- Rio Hossack
- Rio Hoteo
- Rio Howard
- Rio Huangarua
- Rio Huia
- Rio Hunter
- Rio Huriwai
- Rio Hurunui
- Rio Hutt
- Rio Huxley

## I
- Rio Ihungia
- Rio Ihuraua
- Rio Inangahua
- Rio Irene
- Rio Irwell

## J
- Rio Jackson
- Rio Jacobs
- Rio Jed
- Rio Jerry
- Rio Joe
- Rio Joes
- Rio John o'Groats
- Rio Johnson
- Rio Jollie
- Rio Jordan
- Rio Juno

## K
- Rio Kaeo
- Rio Kahurangi
- Rio Kahutara
- Rio Kaiapoi
- Rio Kaihu
- Rio Kaiikanui
- Rio Kaikou
- Rio Kaimarama
- Rio Kaipara
- Rio Kaipo
- Rio Kaituna
- Rio Kaiwaka
- Rio Kaiwakawaka
- Rio Kaiwara
- Rio Kaiwharawhara
- Rio Kaiwhata
- Rio Kakahu
- Rio Kakanui
- Rio Kakapo
- Rio Kaniere
- Rio Kapowai
- Rio Karakatuwhero
- Rio Karamea
- Rio Karangarua
- Rio Karetu
- Rio Karukaru
- Rio Kauaeranga
- Rio Kaukapakapa
- Rio Kauru
- Rio Kawakawa
- Rio Kawarau
- Rio Kawhatau
- Rio Kedron
- Rio Kekerengu
- Rio Kenana
- Rio Kennet
- Rio Kereu
- Rio Kerikeri
- Rio Kitchener
- Rio Kiwi
- Rio Kohaihai
- Rio Kokatahi
- Rio Komata
- Kopeka River
- Kopuapounamu River
- Kopuaranga River
- Koranga River
- Korimako Stream
- Kowai River
- Kowhai River
- Kuaotunu River
- Kumengamatea River
- Kumeu River
- Kuratau River
- Kurow River

## L
- L II River
- Lambert River
- Landsborough River
- Lawrence River
- Leader River
- Leatham River
- Lee River
- Leslie River
- Lewis River
- Light River
- Lillburn River
- Lindis River
- Little Akatarawa River
- Little Awakino River
- Little Boulder River
- Little Crow River
- Little Devil River
- Little Hohonu River
- Little Hope River
- Little Kowai River
- Little Lottery River
- Little Onahau River
- Little Opawa River
- Little Pokororo River
- Little Pomahaka River
- Little River
- Little Slate River
- Little Totara River
- Little Waingaro River
- Little Wanganui River
- Lochy River
- Lords River
- Lottery River
- Lud River
- Lyvia River

## M
- Macaulay River
- Macfarlane River
- Mackenzie River
- Maclennan River
- Maerewhenua River
- Mahakirau River
- Mahitahi River
- Mahurangi River
- Maitai River
- Makahu River
- Makakahi River
- Makara River
- Makarau River
- Makaretu River
- Makarewa River
- Makarora River
- Makaroro River
- Makatote River
- Makerikeri River
- Makikihi River
- Makino River
- Makotuku River
- Makuri River
- Manaia River
- Manakaiaua River
- Manawapou River
- Manawatu River
- Mandamus River
- Mangaaruhe River
- Mangahao River
- Mangahauini River
- Mangaheia River
- Mangakahia River
- Mangakarengorengo River
- Mangakuri River
- Mangamaire River
- Mangamuka River
- Manganui o te Ao River
- Manganui River, Northland
- Manganui River, Taranaki
- Manganui River, Waikato
- Manganuiohou River
- Mangaone River
- Mangaoparo River
- Mangaorino River
- Mangaotaki River
- Mangapa River
- Mangapai River
- Mangapapa River
- Mangapehi River
- Mangapoike River
- Mangapu River
- Mangaroa River
- Mangatainoka River
- Mangatawhiri River
- Mangatera River
- Mangatete River
- Mangatewai River
- Mangatewainui River
- Mangatokerau River
- Mangatoro River
- Mangatu River
- Mangaturuturu River
- Mangawai River
- Mangawharariki River
- Mangawhero River
- Mangere River
- Mangles River
- Mangonuiowae River
- Mangorewa River
- Manuherikia River
- Maori River
- Maraehara River
- Maraekakaho River
- Maraetaha River
- Maraetotara River
- Marahau River
- Maramarua River
- Maramataha River
- Mararoa River
- Marchburn River
- Marokopa River
- Maropea River
- Martyr River
- Maruia River
- Mason River
- Mata River
- Matahaka River
- Mataikona River
- Matakana River
- Matakitaki River
- Matakohe River
- Mataroa River
- Mataura River
- Mathias River
- Matiri River
- Matukituki River
- Maungakotukutuku Stream
- Little Grey River
- McRae River
- Meola creek
- Medina River
- Medway River
- Mike River
- Mikonui River
- Mimi River
- Miner River
- Mingha River
- Mistake River
- Misty River
- Moawhango River
- Moawhango West River
- Moeangiangi River
- Moeraki River
- Mohaka River
- Mohakatino River
- Mokau River
- Mokihinui River
- Mokomokonui River
- Mokoreta River
- Monowai River
- Montgomerie River
- Morgan River
- Morse River
- Motatapu River
- Motu River
- Motueka River
- Motukaika River
- Motunau River
- Motupiko River
- Motupipi River
- Motuti River
- Moutere River
- Mowbray River
- Mueller River
- Mungo River
- Murchison River
- Murray River

## N
- Namu River
- Nancy River
- Nevis River
- Newton River
- Newtown River
- Ngakawau River
- Ngamuwahine River
- Ngaruroro River
- Ngatau River
- Ngatiawa River
- Ngunguru River
- Nina River
- Nokomai River
- North Barlow River
- North Mathias River
- North Ohau River
- North Opuha River
- North River
- Nuhaka River
- Nukuhou River

## O
- Oakura River
- Oamaru River
- Oaro River
- Ohau River
- Ohikaiti River
- Ohikanui River
- Ohinemaka River
- Ohinemuri River
- Ohinetamatea River
- Ohura River
- Ohuri River
- Okana River
- Okaramio River
- Okari River
- Okarito River
- Okuku River
- Okura River
- Okuru River
- Okuti River
- Old Bed Eyre River
- Old Bed of Waipawa River
- Olivine River
- Omaha River
- Omaka River
- Omanaia River
- Omanawa River
- Omaru River
- Omaumau River
- Omoeroa River
- Onaero River
- Onahau River
- Onamalutu River
- Onekaka River
- Oneone River
- Ongarue River
- Onyx River (Ross Dependency)
- Oparara River
- Oparau River
- Opatu River
- Opawa River
- Opihi River
- Opitonui River
- Opotoru River
- Opouawe River
- Opouri River
- Opouteke River
- Opuha River
- Opuiaki River
- Opurehu River
- Orangipuku River
- Orari River
- Orauea River
- Orere River
- Oreti River
- Orewa River
- Orikaka or Mackley River
- Orira River
- Orongorongo River
- Oroua River
- Orowaiti River
- Oruaiti River
- Oruawharo River
- Oruru River
- Orutua River
- Otahu River
- Otaio River
- Otaki River
- Otama River
- Otamatapaio River
- Otamatea River
- Otara River
- Otaua River
- Otehake River
- Otekaieke River
- Otematata River
- Otere River
- Oterei River
- Otiake River
- Otira River
- Otoko River
- Otorehinaiti River
- Otto River
- Otututu River
- Otuwhero River
- Ounuora River
- Ourauwhare River
- Owahanga River
- Owaka River
- Owen River

## P
- Pahaoa River
- Pahau River
- Pahi River
- Pahu River
- Pairatahi River
- Pakarae River
- Pakiri River
- Pakoka River
- Pakowhai River
- Pakuratahi River
- Pandora River
- Papakanui River
- Parapara River
- Pareora River
- Paringa River
- Pariwhakaoho River
- Rio Park
- Patarau River
- Pataua River
- Rio Patea
- Paturau River
- Patutahi River
- Pearse River
- Pearson River
- Pelorus River
- Penk River
- Percival River
- Peria River
- Perth River
- Perunui River
- Phantom River
- Piako River
- Pitt River
- Pleasant River
- Poerua River
- Pohangina River
- Pohuenui River
- Pokororo River
- Pomahaka River
- Pongaroa River
- Porangahau River
- Poroporo River
- Pororari River
- Porter River
- Postal River
- Potts River
- Pouawa River
- Poulter River
- Pourakino River
- Pourangaki River
- Price River
- Puerua River
- Puhi Puhi River
- Puhoi River
- Pukaki River
- Punakaiki River
- Punakitere River
- Pungapunga River
- Puniu River
- Pupuke River
- Purakaunui River
- Purangi River
- Puremahaia River
- Puriri River
- Pyke River

## R
- Racehorse River
- Rahu River
- Rai River
- Rainbow River
- Rainy River
- Rakaia River
- Rakeahua River
- Rangiora River
- Rangitaiki River
- Rangitane River
- Rangitata River
- Rangitikei River
- Rappahannock River
- Raukokore River
- Rea River
- Red Pyke River
- Red River
- Rees River
- Reikorangi Stream
- Rerewhakaaitu River
- Retaruke River
- Ripia River
- Riwaka River
- Roaring Lion River
- Robertson River
- Robinson River
- Rio Rocky
- Roding River
- Rogerson River
- Rolleston River
- Rolling River
- Ronga River
- Rooney River
- Rotokakahi River
- Rotokino River
- Rotowhenua River
- Ruakaka River
- Ruakituri River
- Ruakokoputuna River
- Ruamahanga River
- Rubicon River
- Ruera River
- Rum River
- Ryton River

## S
- Sabine River
- Saxon River
- Saxton River
- Seaforth River
- Seaward River
- Selwyn River
- Serpentine River
- Severn River
- Shag River
- Shenandoah River
- Sherry River
- Shin River
- Shotover River
- Sinclair River
- Skeet River
- Slate River
- Smite River
- Smoothwater River
- Smyth River
- Snow River
- Snowy River
- South Mathias River
- South Ohau River
- South Opuha River
- Southern Waiotauru River
- Spey River
- Spoon River
- Spray River
- Stafford River
- Stanley River
- Stanton River
- Station Creek or Sheriff River
- Stillwater River
- Stony River
- Stour River
- Strauchon River
- Styx River, West Coast
- Styx River, Marlborough
- Styx River, Canterbury
- Styx River, Otago
- Swift River
- Swin River

## T
- Tadmor River
- Tahaenui River
- Tahakopa River
- Taharua River
- Taheke River
- Tahekeroa River
- Tahoranui River
- Taieri River
- Taiharuru River
- Taihiki River
- Taipa River
- Taipo River
- Taipoiti River
- Tairua River
- Takahue River
- Takaka River
- Takaputahi River
- Takiritawai River
- Takou River
- Talbot River
- Tamaki River
- Tangahoe River
- Tangarakau River
- Tapu River
- Tapuaeroa River
- Tapuwae River
- Taramakau River
- Tarawera River
- Taringamotu River
- Taruarau River
- Taruheru River
- Tasman River
- Tass River
- Tauanui River
- Tauherenikau River
- Tauhoa River
- Taumona River
- Tauranga River
- Tauranga Taupo River
- Taurangakautuku River
- Tauraroa River
- Tautuku River
- Tauweru River
- Tawapuku River
- Tawarau River
- Tawatahi River
- Taylor River
- Te Arai River
- Te Hoe River
- Te Kapa River
- Te Mata River
- Te Naihi River
- Te Putaaraukai River
- Te Rahotaiepa River
- Te Wharau or Stony River
- Teal River
- Tekapo River
- Teme River
- Temuka River
- Tengawai River
- Teviot River
- Thomas River
- Thurso River
- Timaru River
- Tinline River
- Tinui River
- Tiraumea River
- Toaroha River
- Tohoratea River
- Toitoi River
- Tokanui River
- Tokomairiro River
- Tokomaru River
- Tolson River
- Tone River
- Tongaporutu River
- Tongariro River
- Topuni River
- Torere River
- Torrent River
- Totara River
- Totarakaitorea River
- Townshend River
- Towy River
- Transit River
- Travers River
- Trent River
- Troyte River
- Tuamarina River
- Tuapeka River
- Tuke River
- Tukipo River
- Tukituki River
- Tummil River
- Tunakino River
- Turakina River
- Turanganui River
- Turimawiwi River
- Turnbull River
- Tutaekuri River
- Tutaki River
- Tutoko River
- Tweed River
- Twizel River

## U
- Rio Uawa
- Rio Ugly
- Rio Upper Grey
- Rio Upukerora
- Rio Urenui
- Rio Utakura

## V
- Victoria River
- Rio Von

## W
- Wahianoa River
- Wai-iti River
- Waianakarua River
- Waianiwaniwa River
- Waiapu River
- Waiariki River
- Waiaruhe River
- Waiatoto River
- Waiau River (3)
- Waiaua River
- Waihaha River
- Waihao River
- Waiheke River
- Waihi River
- Waiho River
- Waihoihoi River
- Waihopai River
- Waihora River
- Waihou River
- Waihua River
- Waihuka River
- Waikaia River
- Waikakaho River
- Waikakariki River
- Waikamaka River
- Waikanae River
- Waikare River
- Waikaretaheke River
- Waikari River
- Waikato River
- Waikawa River
- Waikawau River
- Waikiti River
- Waikoau River
- Waikohu River
- Waikoropupu River
- Waikorure River
- Waikouaiti River
- Waikukupa River
- Waikura River
- Waima River
- Waimakariri River
- Waimamakau River
- Waimamaku River
- Waimana River
- Waimangarara River
- Waimangaroa River
- Waimarino River
- Waimata River
- Waimea River
- Waimeamea River
- Waingaro River
- Waingaromia River
- Waingawa River
- Waingongoro River
- Wainui River
- Wainuiomata River
- Wainuiora River
- Wainuioru River
- Waioeka River
- Waiohine River
- Waiomoko River
- Waionepu River
- Waiorongomai River
- Waiotahi River
- Waiotaka River
- Waiotama River
- Waiotauru River
- Waiotu River
- Waipa River
- Waipahi River
- Waipakihi River
- Waipaoa River
- Waipapa River
- Waipara River
- Waipati (Chaslands) River
- Waipawa River
- Waipekakoura River
- Waipori River
- Waipoua River
- Waipu River
- Waipunga River
- Wairahi River
- Wairakei River
- Wairau River
- Wairaurahiri River
- Waireia River
- Wairere River
- Wairoa River (5)
- Wairongomai River
- Wairua River
- Waita River
- Waitaha River
- Waitahaia River
- Waitahanui River
- Waitahu River
- Waitahuna River
- Waitakaruru River
- Waitakere or Nile River
- Waitakere River
- Waitaki River
- Waitangi River
- Waitangiroto River
- Waitangitaona River
- Waitara River
- Waitati River
- Waitawheta River
- Waitekauri River
- Waitekuri River
- Waitepeka River
- Waitetuna River
- Waitewaewae River
- Waitoa River
- Waitoetoe River
- Waitohi River
- Waitotara River
- Waitutu River
- Waiuku River
- Waiwawa River
- Waiwera River
- Waiwhakaiho River
- Waiwhango River
- Wakamarina River
- Wakapuaka River
- Walker River
- Wandle River
- Wanganui River
- Wangapeka River
- Wapiti River
- Warwick River
- Water of Leith
- Weheka (Cook) River
- Weiti River
- Wentworth River
- West Mathias River
- Western Hutt River
- Whakaikai River
- Whakaki River
- Whakanekeneke River
- Whakapapa River
- Whakapara River
- Whakapohai River
- Whakarapa River
- Whakatahine River
- Whakataki River
- Whakatane River
- Whakatikei River
- Whakaurekou River
- Whanaki River
- Whangae River
- Whangaehu River
- Whangamarino River
- Whangamaroro River
- Whangamoa River
- Whangamomona River
- Whanganui River
- Whangaparaoa River
- Whareama River
- Whareatea River
- Wharehine River
- Wharekahika River
- Wharekawa River
- Wharekopae River
- Wharemauku Stream
- Wharepapa River
- Whataroa River
- Whau River
- Whawanui River
- Wheao River
- Whenuakite River
- Whenuakura River
- Whirinaki River
- Whistler River
- Whitbourn River
- Whitcombe River
- White River
- White Rock River
- Whitestone River
- Whitewater River
- Wilberforce River
- Wild Natives River
- Wilkin River
- Wilkinson River
- Willberg River
- Williamson River
- Wills River
- Wilmot River
- Wilson River
- Windley River
- Windward River
- Winterton River
- Wolf River
- Woolley River
- Wye River

## Y
- Rio Yankee
- Yarra River
- Young River